# Savio Kabugo
Savio Kabugo (Kampala, 20 gennaio 1995) è un calciatore ugandese, difensore del Jwaneng Galaxy.